# Вересень 2000
Вересень 2000 — дев'ятий місяць 2000 року, що розпочався в п'ятницю 1 вересня та закінчився у суботу 30 вересня.

## Події
- 8 вересня — відбувся матч Суперкубку Італії з футболу 2000, перемогу одержала команда «Лаціо»
- 14 вересня — Microsoft випустив Windows Me.
- 15 вересня — у Сіднеї відкрито 27-мі Літні олімпійські ігри.
- 16 вересня — українського журналіста Георгія Гонгадзе бачили останній раз живим. Цей день вважається днем його смерті.

## Померли
- 14 вересня — Єжи Ґедройць, польський публіцист.